# Bitwa pod Kumejkami
Bitwa pod Kumejkami odbyła się 16 grudnia 1637 (6 grudnia starego stylu) podczas powstania kozackiego 1637-38 (zwanego także powstaniem Pawluka).
W bitwie pod Kumejkami armia polska dowodzona przez hetmana polnego koronnego Mikołaja Potockiego zadała decydującą klęskę armii kozackiej dowodzonej przez Pawła Pawluka. W wyniku tej klęski powstanie kozackie upadło (choć drobne walki wlokły się jeszcze przez kilka tygodni po bitwie).

## Wstęp
Na początku 1637 na prawobrzeżnej Ukrainie wybuchło powstanie Pawluka, które szybko się rozszerzyło i objęło częściowo także lewobrzeżną Ukrainę. Wiosną 1637 ruszyły przeciw powstańcom polskie wojska pod wodzą hetmana Mikołaja Potockiego. Po wielu manewrach i potyczkach doszło w końcu do generalnej bitwy pod Kumejkami.

## Obie armie dążą do bitwy
Dnia 14 grudnia główne siły polskie dowodzone przez Mikołaja Potockiego stały w Korsuniu, skąd jeszcze tego samego dnia ruszyły do miejscowości Netrebce. Dowodzący awangardą armii Samuel Łaszcz założył obóz w Kumejkach. Pod koniec dnia Potocki dowiedział się, że armia kozacka pod wodzą Pawluka zbliża się od strony Czerkas, idąc na Moszny, gdzie czekały na nią posiłki pod wodzą Karpo Skidana i Semena Bychowca. Groziło to powiększeniem armii kozackiej do 30000 żołnierzy. Potocki, mając jedynie 4500 żołnierzy, nie mógł dopuścić do tak poważnego wzrostu sił nieprzyjaciela. Zdecydował się więc ruszyć na Moszny, przeprawiając się uprzednio na lewy brzeg rzeki Roś. Pod Moszny ruszył Łaszcz w celu sprowokowania znajdujących się tam Kozaków, by opuścili swe umocnione pozycje i zaatakowali go. Miał poprowadzić ich prosto na polskie siły główne. Jednak Pawluk zdołał dotrzeć z całą armią i połączyć się z Kozakami dowodzonymi przez Skidana stojącymi w Mosznach. Po połączeniu uwierzył, że będzie w stanie pokonać Polaków w otwartej bitwie, ruszył więc w szyku sześciorzędowym taborowym na Kumejki. Kozacy szli za wojskami Łaszcza, który przy okazji nie dopuścił do tego, by dotarły do nich posiłki Kizyma. Pawluk prowadził ku Kumejkom armię liczącą około 21000 żołnierzy i 8 dział. Jedynie pułki rejestrowe (blisko 5000), siczowcy i wypiszczycy (maksymalnie do 8000 żołnierzy) stanowili siłę o wysokim poziomie wyszkolenia i dysponowali w miarę porządnym uzbrojeniem. Reszta wojsk Pawluka (około 8000) to miejscowa czerń chłopska, słabo wyszkolona i uzbrojona i – jak każdy świeży rekrut – skłonna do paniki.
Łaszcz miał ściągnąć jego siły na Kumejki. Potocki liczył, że uda mu się zaskoczyć przeciwnika i rozerwać jego tabor. Natomiast Pawluk miał zamiar rozbić najpierw Łaszcza, a potem, wykorzystując znaczną przewagę liczebną, pobić hetmana. Armia Potockiego była znacznie słabsza liczebnie – 4000 żołnierzy, w tym 2800 jazdy, 1200 piechoty i dragonii (dragonów było więcej) oraz 6 dział. Pięciokrotna przewaga liczebna przeciwnika nie stanowiła dla znakomicie wyszkolonych i zdyscyplinowanych wojsk polskich problemu. Od dziesięcioleci walczyły z silniejszym przeciwnikiem, często nawet przy większej dysproporcji sił, i wygrywały. Do tego to wódz polskiej armii wybrał teren przyszłej bitwy – mógł go wcześniej rozpoznać i na tej podstawie przewidzieć możliwe ruchy wojsk kozackich. Polskie siły także miały tabor, ale 10-rzędowy – umieszczono w nim odwody w sile kompanii dragonów i chorągwi pancernej pod wodzą oboźnego Bieganowskiego.
Wojsko polskie zajmowało pozycję za bagnem. Przed taborem stanęła piechota i artyleria z zadaniem ogniowego uderzenia na wybrany odcinek przechodzącego taboru kozackiego. Na prawo od taboru stanęła husaria i jazda pancerna.

## Bitwa
Rankiem 16 grudnia Kozacy dowodzeni przez Pawluka i połączonego z nim Skidana, uszykowani w sześciorzędowy tabor, maszerowali w kierunku polskich pozycji. Powstańcy kozaccy Pawluka usiłowali obejść prawe skrzydło polskie ciaśniną między bagnem a lasem. Przed nimi jednak był już tylko podmokły i błotnisty teren. Gdy do tego Łaszcz zablokował przejście, którym Pawluk zamierzał obejść armię Potockiego, wojska kozackie zatrzymały się, a wówczas około 12:35 hetman wydał rozkaz do oddania salwy przez polskie 6 dział, rozpoczynając bitwę. Następnie do akcji weszli dragoni, pokrywając tabor kozacki ogniem z broni palnej. Kozacy również odpowiedzieli ogniem, jednak niezbyt skutecznym, gdyż nie widzieli dobrze przeciwnika. Szczęśliwym trafem Polakom udało się trafić w magazyn amunicji kozackiej. Doszło do eksplozji i wybuchł pożar. Gdy tabor ogarnięty został dymem, doszło do zamieszania.
Pawluk widząc, że sześciorzędowy szyk taboru, stosowany tylko do przemarszów, nie nadaje się do obrony, postanowił zmienić go na 12-rzędowy, jako bardziej odpowiedni do obrony. Pragnął dotrwać do wieczora, w nocy uporządkować zmieszane siły, okopać się i od następnego dnia przekształcić bitwę w długotrwałe oblężenie. Liczył na znajdujące się w pobliżu siły Kizyma. Moment przegrupowania taboru stał się krytycznym momentem bitwy. Do szarży ruszyła husaria, wspierana przez jazdę pancerną. Wkrótce atak jazdy wsparła piechota i spieszona dragonia. Kozacy walczyli z niezwykłą odwagą i ofiarnością, odpierając aż trzy szarże znakomitej polskiej jazdy. Dopiero za czwartym razem, głównie dzięki husarii, udało się rozerwać tabor i wedrzeć do jego wnętrza (rozerwanie taboru kozackiego uchodziło w owych czasach za jeden z najtrudniejszych wyczynów wojskowych, zresztą bitwa pod Kumejkami była jedną z niewielu, w której udało się tego dokonać).
W powstałą lukę ruszyła cała jazda polska. Gdy w środku taboru jazda polska gromiła Kozaków, jedyną siłą, która broniła się jeszcze w sposób zorganizowany była grupa na przedzie kozackiego taboru. Dowodzili nią Paweł Pawluk i Karpo Skidan, mając 4 działa i kozackich weteranów uzbrojonych w samopały. Na nich skupił teraz swą uwagę Potocki, rzucając na nich dragonię Bieganowskiego i siły Samuela Łaszcza.
Doszło do drugiego rozerwania taboru, tym razem od czoła. Kozacy rzucili się do ucieczki, ścigani przez polską jazdę. Wieczorem Pawluk i Skidan z niewielkimi siłami i niewielkim taborem uszli do Czehrynia. Reszta sił kozackich, która pozostała w taborze, utworzyła malutki taborek pod wodzą Dymitra Huni. Mając 2 działa resztka Kozaków zażarcie się opierała aż do późnej nocy. Pod osłoną ciemności taborek Huni zaczął się wycofywać, został jednak wkrótce otoczony i zablokowany. Zatrzymani Kozacy okopali się. Złożone przez stronę polską propozycje kapitulacji zostały odrzucone. O 3:00 w nocy ruchoma forteczka kozacka ponownie zaczęła się wycofywać. Potocki obawiając się zbyt dużych strat nie zaatakował.
Straty kozackie wyniosły 6000 ludzi. Ponadto Polacy zdobyli 6 dział (2 pozostałe zdołał zabrać Hunia) i większość wozów z ich pokaźną zawartością. Straty polskie wyniosły 150 zabitych i 350 rannych.

## Po bitwie
Dnia 17 grudnia wraz ze świtem Hunia wolno poprowadził swój taborek do Borowicy, gdzie dołączył do niego ze swoimi resztkami Paweł Pawluk i Skidan, natomiast Mikołaj Potocki ruszył ku Mosznom (wtedy już wolnym od Kozaków, którzy wycofali się do Czerkas). Po połączeniu się z chorągwiami wojewody podolskiego Stanisława Potockiego ruszył 19 grudnia na Czerkasy. W Czerkasach dołączył jeszcze pułk z wojsk hetmana wielkiego koronnego Stanisława Koniecpolskiego. 20 grudnia wojska polskie ruszyły do Borowicy, gdzie stał Paweł Pawluk z kilkoma tysiącami niedobitków. Kozacy jeszcze byli dość silni i do tego mieli 3 działa i 6 hakownic zabranych z Czerkas. Jednak morale było bardzo niskie. Gdy rozpoczęło się regularne oblężenie, ciągły ostrzał artyleryjski skłonił czerń do uratowania swej skóry kosztem Pawluka.
Doszło do pertraktacji i 24 grudnia podpisano akt kapitulacji, kończący powstanie. Ze strony kozackiej podpisał ją pisarz wojska zaporoskiego Bohdan Chmielnicki.